# Battaglia di Kulikovo
La battaglia di Kulikovo è stata combattuta da Tataro-Mongoli e Polacco-Lituani contro i Russi. La battaglia ebbe luogo l'8 settembre 1380 nella campagna di Kulikovo vicino al fiume Don (nell'odierna oblast' di Tula) e si concluse con la vittoria dei russi. Il luogo della battaglia è ricordato da una cappella commemorativa, costruita su un progetto di Aleksej Ščusev.

## Storia
L'esercito russo, sotto il comando del Granduca di Vladimir, Dmitrij Ivanovič di Mosca (in seguito chiamato Dmitri Donskoj cioè "Dmitrij del Don") fronteggiò forze molto più numerose, al comando di Mamaj, il forte capo militare dell'Orda d'Oro. Gli alleati di Mamaj, il Gran Principe Oleg di Rjazan' (il quale era in lotta con le tendenze accentratrici di Mosca) e il Gran Principe Jogaila di Lituania (che partì con tutte le forze lituane e polacche) arrivarono tardi alla battaglia. L'antico poema russo Zadonščina (l'epopea d'oltre Don) narra di 150000 russi e 300000 tataro-mongoli, ma le dimensioni del campo di Kulikovo non permettono di contenere una tale quantità di truppe. Cifre più verosimili sarebbero attorno agli 80000 russi e ai 125000 tataro-mongoli.
La battaglia si aprì con un duello tra due campioni: il campione russo era Aleksandr Peresvet, un monaco dell'Abbazia della trinità inviato in battaglia da San Sergio, mentre il campione dell'Orda era Temir-murza (detto anche Chelubey o Cheli-bey). I campioni si uccisero a vicenda al primo scontro, anche se secondo la leggenda russa, Peresvet non cadde dalla sella, al contrario di Temir-murza.

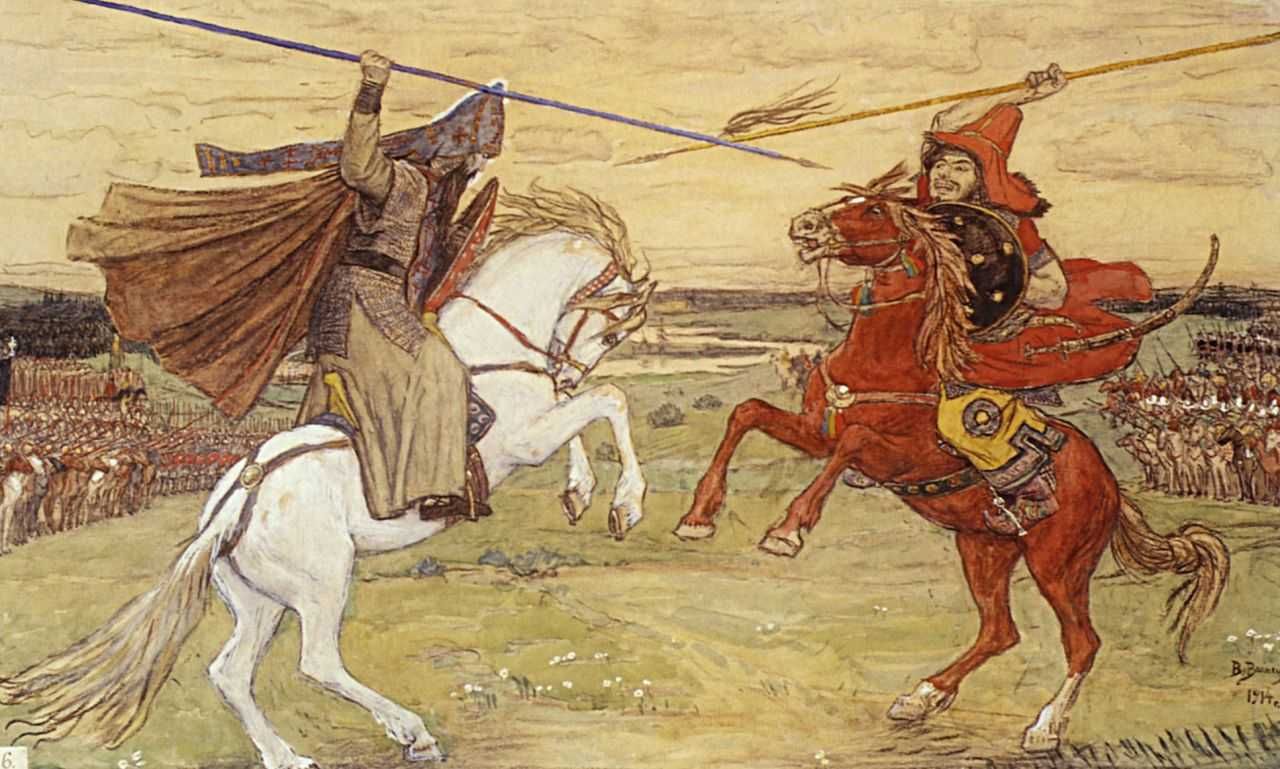
Il duello fra Aleksandr Peresvet e Temir-murza in un dipinto di Vasnecov

Dopo circa tre ore di battaglia (da mezzogiorno alle tre) le forze russe riuscirono, anche se con grandi perdite, a respingere l'attacco dell'Orda. La cavalleria di Vladimir, Principe di Serpuchov (cugino di Dmitri), guidata dal principale stratega della battaglia, Dmitrij Bobrok (principe di Volinia), lanciò un contrattacco a sorpresa sul fianco, conseguendo la vittoria sulle forze dell'Orda. Mamaj fuggì in Crimea, dove venne assassinato dai suoi nemici, lasciando il comando dell'orda a Tokhtamyš.
Questa vittoria segnò l'inizio della fine per il dominio mongolo sulla Russia, che terminò ufficialmente con il Grande scontro sul fiume Ugra un secolo dopo. L'importanza spirituale per l'unificazione delle terre russe fu ancor maggiore.